# Slime-san
『Slime-san』（スライムサン）は、アメリカのインディーゲームスタジオFabrazが開発したアクションゲーム。PC（Steam, Humble Bundle）とNintendo Switch向けに配信され、後に、Steam、Nintendo Switch、Xbox One、PlayStation 4用ソフトとして追加コンテンツを初めから含むバージョン『Slime-san: Superslime Edition』も配信された。

## 概要
ゼリー状の生物であるスライムの「スライムさん」を主人公としたサイドビューのアクションゲーム。相棒の鳥・バーディもろとも巨大ミミズに飲み込まれてしまったスライムさんを操作し、体内からの脱出を目指す。基本的なグラフィックは画素が荒めのドット絵で表現され、使用色は5色のみに限定している。また、BGMには総勢14人の作曲家により制作されたチップチューンの楽曲を20曲以上用いている。
本作はアメリカ製のソフトで日本人は開発に関わっていないが、作中の背景の一部に平仮名、片仮名、漢字が描かれているほか、歌舞伎、造り酒屋、メイド喫茶などの日本文化も随所に取り入れられている。こうした要素に前述のグラフィック、サウンドが組み合わさり、本作の奇妙な世界観を構築している。
Steam版と欧米のNintendo Switch（以下Switchと表記）版向けに新たなステージやモードなどを追加するDLCとして、第1弾『Blackbird's Kraken』がそれぞれ2017年7月20日と2018年2月23日に、第2弾『Sheeple's Sequel』がそれぞれ2018年2月5日と7月10日に無料配信された。Steam版のDLCは個別での有料販売も行っている。日本では、DLCを内包するSwitch向けの大型アップデートが2018年11月22日に実施されタイトルが『Slime-san: Superslime Edition』に変更されたほか、同日にPlayStation 4版の配信が開始された。
Switch版の『Slime-san: Superslime Edition』はパッケージソフトとしてLimited Run Gamesより限定発売された。このソフトは通常版のほか、サウンドトラックCD、両面刷りポスター、ポストカード、キーホルダーが付属した『Slime-san Collector's Edition』と、この『Collector's Edition』にサウンドトラックレコードとスライムさんのぬいぐるみを加えた『Slime-san Slimy Bundle』がある。なお、サウンドトラックの配信版とぬいぐるみは個別でも販売されている。

## システム
本作では後述のように操作キャラクターを変更できる要素があるが、本項では便宜上、スライムさんを基準に記述する。

### 基本アクション
ジャンプ
跳ね上がって別の地形に飛び移ったり敵をよけたりなどする。基本的に一度に1回のみ可能。可能時はスライムさんの頭上にバーディが留まっている。
壁に向かってジャンプを繰り返すことで壁を登る。この時、壁側に方向キーを入れることで壁に張り付いたままゆっくり落下する。
壁に張り付いた状態から反対側にジャンプした時や地形の縁からそのまま落下した時は、空中で1回だけジャンプできる。
操作キャラクターにより高さが異なるほか、ジャンプ中にもう一度ジャンプできるキャラクターもいる。
ダッシュ
前方の一定距離を素早く移動する。ジャンプ中には上下方向にもダッシュできる。ジャンプ中のダッシュは基本的に1回のみ可能。
ダッシュ中には、体当たりにより一部のもろい壁を破壊したり一部のブロックを動かしたりすることができる。
操作キャラクターにより移動距離が異なるほか、ジャンプ中に2連続でダッシュできるキャラクターや一切ダッシュできないキャラクターもいる。
半透明化
体を半透明化させ、スライムさんの体色と同じ色の壁やキャラクターをすり抜けることができる。
この状態の時は、スライムさんをはじめ全てのものの動きがゆっくりになる。ただし、プレイ中にカウントされている経過時間の速度は変化しない。

### ステージ
全部で100のステージがある。ステージの多くは4種の固定画面エリアを連続でプレイする構成になっているが、一部ステージでは横方向や縦方向にスクロールする1エリアのみのものもある。20ステージごとにボス戦が行われる。
エリア内に登場する赤色（設定で色の変更が可能。後述）の地形や敵キャラクター、一定時間経過後に画面端から迫ってくる消化液に触れると即ミスになりエリアの開始地点から即再スタートする。一方で、スライムさんと同色のキャラクターは触れてもミスにならない。
ボス戦以外のステージでは各エリアにゴール地点があり、ここに到達するとそのエリアのクリアとなる。ステージクリアまでの時間はステージごとに記録され、規定時間内にクリアするとステージ選択画面でトロフィーが表示される。
多くのステージ内には、後述の「スランプタウン」で通貨代わりに利用できるリンゴが配置されている。また一部エリアでは、同じくスランプタウンでアーケードゲーム（ミニゲーム）のプレイを解禁する際に必要なコインが手に入る。

### スランプタウン
巨大ミミズの体内には、スライムさんよりも前に飲み込まれた生物たちが暮らす町「スランプタウン」（Slumptown）が形成されている。この町には以下の区域がある。
町市場 (Town Market)
操作キャラクターを能力の異なる他のキャラクターに変更したり、画面の両サイドのデザインを変更したりできる。いずれも一定個数のリンゴと引き換えて入手する。
ミミズ・センター (Worm Center)
スライムさんとバーディの衣装の変更や、シェーダーの変更（VHS風、LED風など。同時に音質も変化する）ができる。いずれも一定個数のリンゴと引き換えて入手する。
アキハバラバラ (Akiha-Worma)
本編と趣向の異なる様々なアーケードゲームをプレイできる。コインを一定枚数消費することで各ゲームが解禁される。ゲーム内で特定の条件を満たすとリンゴを入手できる。
ゲームの詳細は後述の「アーケードゲーム」の節を参照。
金融街 (Financial District)
リンゴ、コイン、トロフィーの取得状況を確認できる。
ドウジョウ運動場 (Dojo Playfield)
スライムさんのアクションの確認ができるほか、部屋内に配置された的を全て破壊するまでの時間を競うモード「ターゲット・モード」がある。このモードに含まれる各課題をクリアするごとにリンゴが手に入る。
怪しい郊外 (Shady Outskirts)
リンゴを1個消費することで、クリアしていないステージを1つスキップできる。ただし、この機能を一度でも使うと、町市場やミミズ・センターで手に入るアイテムのコンプリートが不可能になる。

#### アーケードゲーム
「グルーミー」は1人プレイ専用、それ以外は1人プレイと2人同時プレイに対応している。
アクションパドル! (Action Paddle!)
対戦相手とプレイヤーが左右に分かれ縦長のパドル（バー）を上下に動かして相手が放った球を打ち返す、黎明期の卓球ゲームのようなゲーム。仕掛けのないステージ、フィールド上で2本のパドルが動き続けるステージ、ボールがワープする仕掛けが設置されたステージの3種類がある。
パドルの背後にある青、赤のエリアにボールを当てるとそれぞれ1点、3点が入る。ボールをキャッチ（パドルに接着）したままの移動も可能だが、この状態ではパドルが徐々に短くなり、限界に達すると長さがしばらく戻らなくなる。制限時間に達した時点で終了する。
クアッドフォース (Quadforce)
剣と盾を装備した人間の戦士を操作し、四方から次々に現れる敵を倒すトップビューの固定画面アクションゲーム。城、森林、洞窟の3ステージから選択する。2人プレイ時はライフを共有する。
ゲーム内ではフェーズごとに新たな敵が現れる。フェーズの制限時間を表す円状のゲージが全てなくなるか画面上の敵を全て倒すと次のフェーズに移る。
攻撃に用いる剣は3種類あり、倒した敵やステージ内の壷から入手できる。通常攻撃はどれも同じだが、攻撃ボタンを長押しした後の攻撃がそれぞれ異なる（回転斬り、突進、前方3方向への弾の発射）。ゴールは無く、ライフが尽きた時点で終了する。
忍者射手
くノ一を操作し、次々に現れる妖怪の群れを倒していく縦スクロールシューティングゲーム。2人プレイ時はライフを共有する。
ゲーム開始時の装備は手裏剣だが、倒した敵がたまに落とす小柄、大剣、ビームも武器に使用できる。攻撃ボタンを押し続けることで通常とは異なる攻撃になる。ゴールは無く、ライフが尽きた時点で終了する。
クレイジーカート (Krazy Karting)
レーシングカートに乗ってコース内を走行する後方視点のレースゲーム。コースは3種類の中から選択する。2人プレイ時には画面が上下に分割されそれぞれにプレイ内容が表示される。
プレイヤーを含む合計10人のレーサーが走行し、コースを3周するまでのタイムを競う。路上には踏むと瞬間的に加速度が上がるプレートやスリップするオイルなどのギミックが半透明の状態で配置されており、路上に落ちているコイン5枚を消費することで実体化し使用可能となる。
Steam版は初めから収録されており、それ以外では『Blackbird's Kraken』以降に追加された。
グルーミー (Gloomy)
銃を用いて魔物たちと戦うFPS。3つのステージ「じめじめダンジョン!」（Dank Dungeon!）、「堕落の森!」（Forest Fart!）、「恐怖の倉庫!」（Lofty Ride!）から1つを選択する。
初期装備の銃のほかステージ内で様々な種類の銃が手に入る。初期の銃以外は発射回数に上限があり銃弾が尽きると初期の銃を装備しなおす。敵はステージ各所の魔法陣から次々に現れる。ゴールは無く、ライフが尽きた時点で終了する。
Steam版は初めから収録されており、それ以外では『Blackbird's Kraken』以降に追加された。またSteam版の『Blackbird's Kraken』には、初期のゲームボーイ風の画質で表現された別バージョン「Portable Gloomy」が収録されている。

### エクストラ
難易度
全ステージクリア後に、高難易度のモード「ニューゲーム+」が追加される。このモードのステージは、通常の難易度と基本構成は同じものの、新たな敵やギミックが配置されている。
スピードランモード
全ステージを通してプレイしクリアするまでの時間が記録されるモード。
ボスラッシュモード
ボスキャラクターと連戦し全員倒すまでの時間が記録されるモード。
ランダムステージ
ランダムに選ばれたステージをプレイするモード。
テストルーム
本編よりも簡素なグラフィックで表示された固定画面エリア内でスライムさんを操作するモード。目的は設定されていない。
スライムさん宅 近辺 (Slime Neighborhood)
スライムさんたちが生活している森の中の居住地域を舞台とする、本編とは異なるモード。地域内を探索しながらキャラクターたちと会話をしたり各所に配置されたリンゴを収集したりなどする。初期段階ではスライムさん以外のキャラクターを操作することになるが、全ステージクリア後はスライムさんでの探索も可能になる。

### その他のシステム
- スライムさんの体色と即死地形の色の組み合わせを4種類の中から選択できる。
- Steam版では、ライブストリーミング配信サイトのTwitchと連動してゲームのプレイ映像を配信できるほか、ゲーム画面上にTwitchのチャット内容を表示することが可能[15]。

## 追加コンテンツ

### Blackbird's Kraken
スライムさんが巨大ミミズの体内から脱出した後の物語。いかだに乗って航行していたスライムさん一家が巨大なイカに襲われ、とある浜辺に流れ着く。
全25ステージで基本的な流れは本編と同様。一部ステージでは本編にないギミックが用いられているほか、敵への攻撃が可能な魚雷を搭載した潜水艦を操作するステージもある。また、本編のリンゴに相当する通貨アイテムとしてバナナがステージ内に配置されているが、一部は羽が生えた状態で移動している。
拠点となる「アイランドリゾート」（Island Resort）には以下の施設がある。
プカプカ市場 (Floating Market)
本編の「町市場」「ミミズ・センター」と同じ品揃えの市場。
大工専門店 (Carpenter Shop)
後述のスライムハウス用の家具を一定数のバナナと引き換えることができる。クリアしたステージ数や、バナナ、トロフィー等の取得状況も確認できる。
スライムハウス (Slime House)
スライムさん一家が過ごしている家。大工専門店で入手した家具を配置できる。
不気味なドウジョウ (Scary Dojo)
本編の「ドウジョウ運動場」と同様の施設で、各種テクニックの確認やバナナを報酬とするミニゲームを行うことができる。
ステージスキッパー (Level Skipper)
本編の「怪しい郊外」と同様に、バナナと引き換えにクリアしていないステージをスキップできるが、一度でも利用すると家具のコンプリートが不可能になる。

### Sheeple's Sequel
本編にも登場しメタフィクション的な発言を繰り返すキャラクター・シープル（Sheeple）が制作したゲームソフト内において、スライムさんが「主人公」として冒険する。
全17ステージで、最初と最後を除きステージが3つのルートに分岐している。各ルートでは、スライムさん、マーブル（Marble）、レッドシャドー（Red Shadow）を操作することになる。
- マーブル - 地面の上でダッシュ操作をすると高速で転がり、そのまま壁を登ることもできる。一方、空中でのダッシュはできない。
- レッドシャドー - ダッシュするごとに体色が緑色、赤色と交互に切り替わる。赤色の時は赤色のものに触れても問題なく、緑色のものに触れるとミスになる。また、ダッシュによる体当たりで敵を倒すことができる。

拠点となるシープルのアジト「シープル本部」（Sheeple's HQ）には以下の要素がある。
*オンライン* ショッピング (*Online* Shopping)
本編の「町市場」「ミミズ・センター」と同様。
ATM:進行度 (ATM: Progress)
ステージクリア数や通貨アイテムの「バグ」の取得状況などを確認できる。
リズムモードV3 (Rythm Mode V3)
音楽ゲームを模したミニゲーム。縦長の4本のレーンの上部から次々に降下してくる4種類の音符に対し、スライムさんが、触る、半透明化しながら触る、ダッシュしながら触る、触らない、のいずれかの対応をとり、成功すれば加点される。なお、このモードで使用される5曲はいずれもFabrazが過去にリリースしたソフトから引用している。
LeMuseumTM
「バグ」と交換することで、公式イラスト、ラフイラスト、ファンアートやBGMの鑑賞ができるようになる。
スーパーシープル64 (Super Sheeple 64)
ビルが立ち並ぶ近代的な3D空間の上空を飛ぶキャラクターを操作するミニゲーム。飛行中は360°の旋回と上昇・下降・加速・減速が可能。飛行中は画面上部のゲージが徐々に減少し、空中に定期的に現れるリングを取得するとゲージが回復、同時に得点が加算される。ゲージが全て尽きるとゲーム終了となる。

### その他の追加要素
- 各ステージのクリアタイムの合計値をアップロードし他のユーザーと速さを競うランキングモードの追加。
- 基本的なテクニックを学べる「チュートリアルステージ」モードの追加。
- 「Superslime Edition」用として10の新規ステージが追加。これらは全て、あらかじめ指定されたスライムさん以外の操作キャラクターでプレイすることになる。

## 評価
- Indie Prize Tel Aviv 2016 ノミネート[26]
- The '16 Bit Awards 「BEST STYLE」ノミネート[27]
- Indie Prize Berlin 2017 ノミネート[28]
- The 2017 Bit Awards 「PC/Console Game Of The Year」「Player's Choice Award」ノミネート[29]
- IGN Best of 2017 Awards 「Best Platformer」ノミネート[30]